# Castello di Volognano
Il castello di Volognano è il fulcro dell'omonima località nel comune di Rignano sull'Arno (FI). Attualmente è stato trasformato in villa neogotica che svolge sia attività turistiche che di supporto alla fattoria integrata nel complesso.

## Storia
L'origine dell'insediamento sembra risalire all'epoca romana, resti di una costruzione di questo periodo sono stati rilevati a podere Bertinga, sulla pendice ovest del castello.
La posizione dominante della cresta su cui si adagia la costruzione fa sì che comunque sia da sempre un ottimo punto di osservazione per fini militari di difesa.
L'abitato di Volognano viene nominato, per la prima volta, nel 1214 in documenti riguardanti la chiesa di San Michele a Volognano: la prima menzione per il castello invece viene poco dopo in un atto dell'abbazia di Vallombrosa del 1220 e in uno successivo del 1299.
Proprietà della famiglia da Quona fu oggetto della guerra tra guelfi e ghibellini: nel 1304, come rappresaglia alla presa di posizione dei proprietari, il governo guelfo fece occupare e disfare il castello di cui venne smantellata, in maniera pressoché definitiva, la struttura difensiva.
Inizia così la nuova funzione della struttura che diventa una villa-fattoria con numerosi passaggi di proprietà.

### I principali passaggi di proprietà
Nel XV secolo il castello era posseduto in parte dai Da Volognano (che adottarono il nome Del Rosso Da Volognano) e per il resto dai Martellini della Cerva. I contrasti fra le due famiglie erano forti e i Del Rosso continuarono ad affermare anche più tardi i loro diritti sulla chiesa di San Michele della quale mantennero il patronato. I Martellini della Cerva diventarono poi proprietari di tutto il castello, che poi passò alla famiglia Anforti o attraverso una vendita oppure per vie ereditarie attraverso il matrimonio (1788) di Teresa Arnaldi (morta nel 1793), figlia di Giuseppe Arnaldi e di Gostanza Verginia Martellini (ultima discendente della sua famiglia), con Luigi di Francesco Anforti (1764-1806). Dagli Anforti, il castello passò ai Della Ripa (tra i quali, il banchiere Laudadio Della Ripa, amico di Bettino Ricasoli e Gioachino Rossini) e poi in eredità alla famiglia D’Ancona, tra cui Alessandro D'Ancona uno dei primi direttori de la Nazione.
Agli inizi degli anni ’60, Ezio Pecchioli acquistò l’azienda ed impiantò i primi vigneti.

## Descrizione

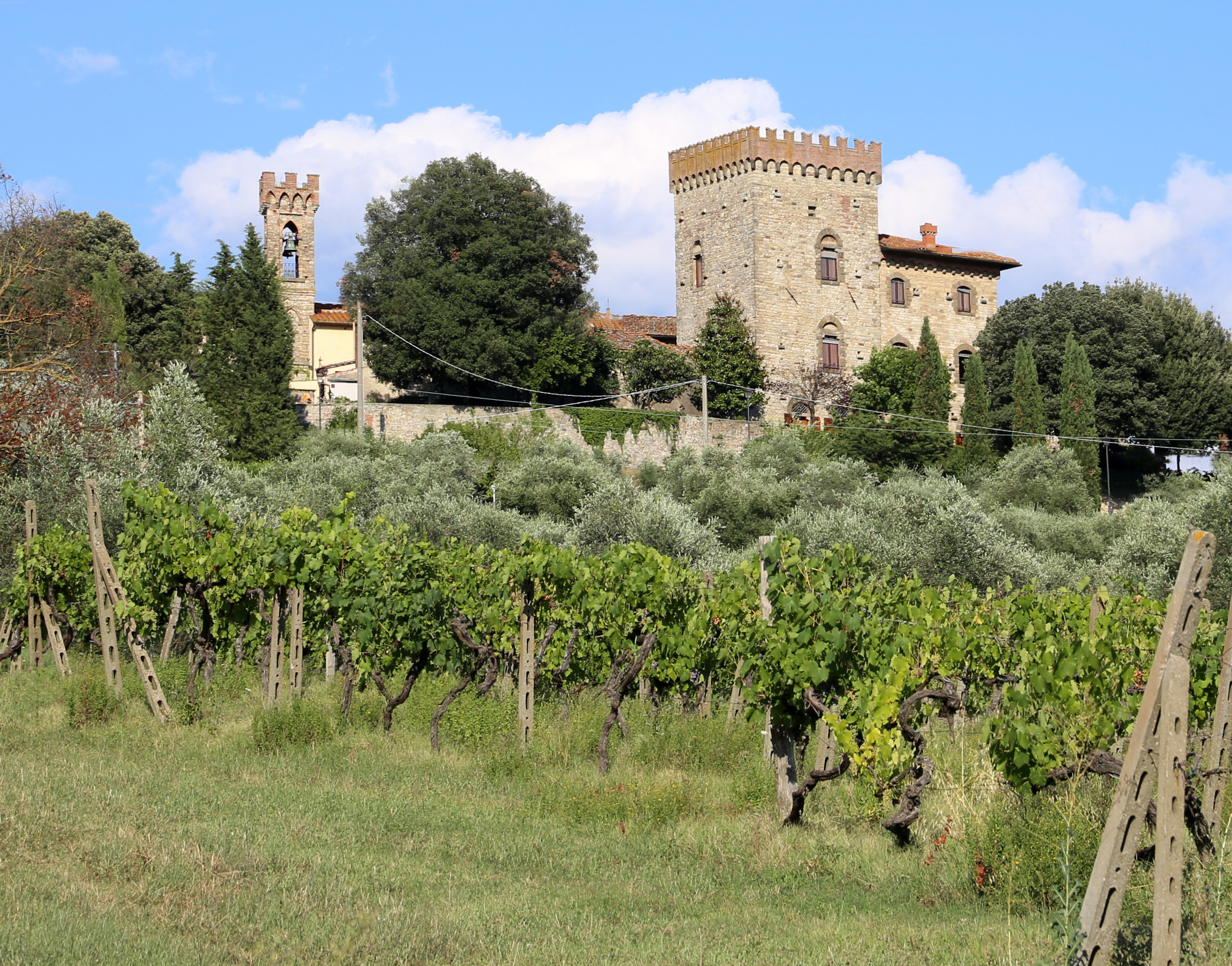
Veduta del castello

L'aspetto odierno è ancora quello di una villa-fattoria di gusto spiccatamente neo-gotico che è dominata dalla possente torre merlata del mastio. Il castello, assieme alla chiesa di San Michele a Volognano, è circondato da una cinta muraria dalla forma ellittica attraversata da un'unica strada alla quale si accede attraverso due porte con arco a tutto sesto, parzialmente conservate.
Il torrione cimato, tratti di muratura costituiti da pietre di alberese di disposte in corsi regolari e paralleli, un portale tamponato con arco a sesto acuto, la finitura delle pietre ancora visibile su un lato della torre, rendono plausibile una datazione della struttura originaria alla seconda metà del XIII secolo.
Sono ancora visibili il torrione cimato, tratti di muratura costituiti da pietre di alberese disposte in corsi regolari e paralleli, un portale tamponato con arco a sesto acuto, la finitura delle pietre su un lato della torre. 
All’interno sono sorte nel corso dei secoli abitazioni e infrastrutture.

### Chiesa di San Michele a Volognano

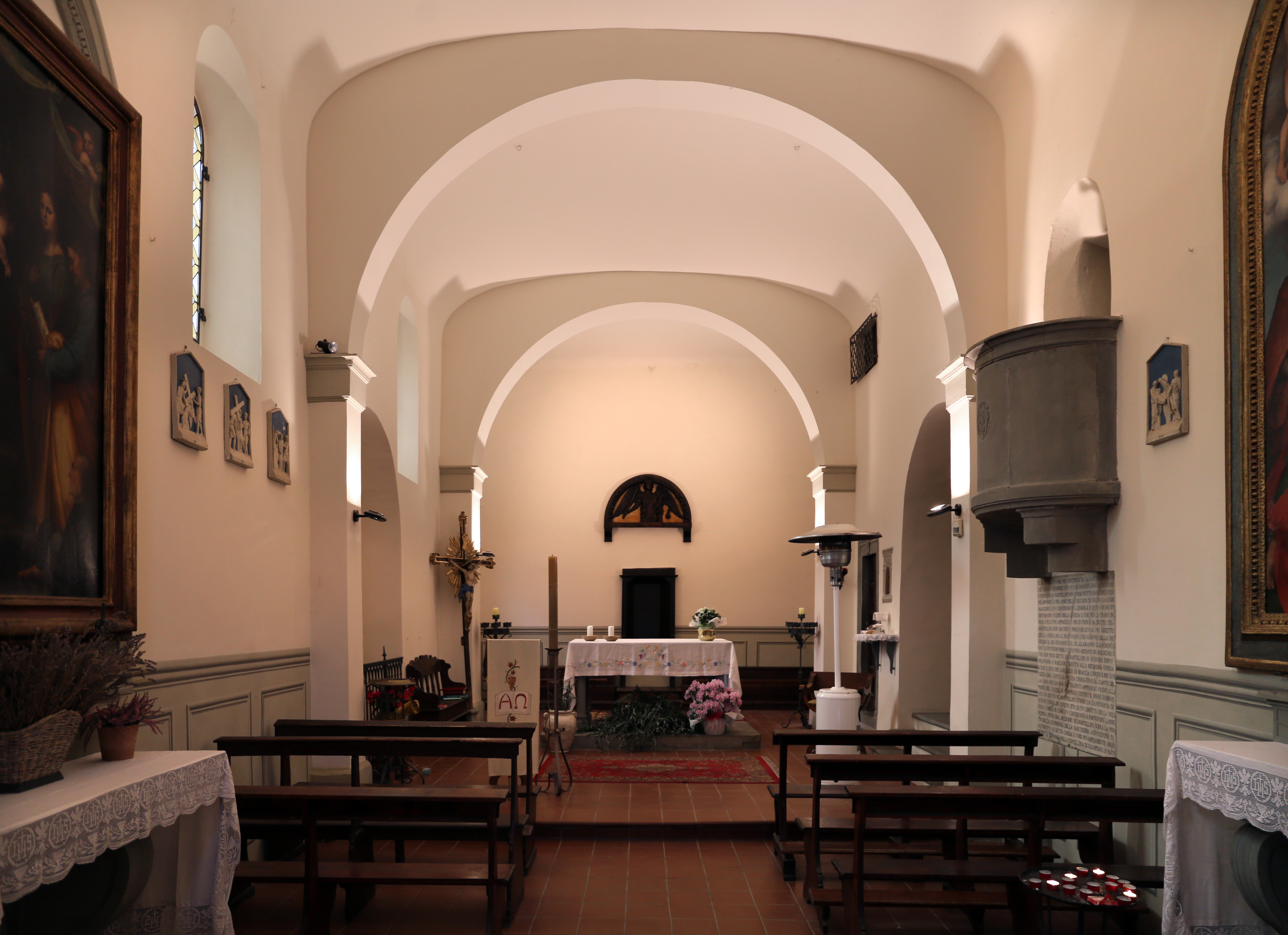
La chiesa di San Michele, interno

La chiesa di San Michele è ubicata all'interno del castello, al centro di una piazzetta. Contiene importanti opere d'arte di Andrea del Sarto, Mariotto Albertinelli, Neri e Lorenzo di Bicci.

### Ospiti illustri
Da Lapo da Castiglionchio in poi, il castello ha ospitato personaggi insigni tra cui Gioachino Rossini, Giosuè Carducci ed Enrico Fermi.